# 茅山道人
《茅山道人》是1979年上映的一部香港武俠電影。取材於張徹、倪匡編導《鐵手無情》，加上丐幫及茅山術等要素改編而成。

## 電影內容
故事敘述宮中發生一起劫金案件，同時珍藏於宮的茅山術祕帖亦被盜走。茅山術祕帖實為丐幫鎮幫之物，乃一邪惡密術，然而卻在前代幫主手上遺失，得知此事後，現任喬幫主（梁家仁飾）決意調查此案，找出密帖將其銷毀。
而在宮廷方面，豫王爺（黃正利飾）亦派手下九門提督府總捕頭包正義（白彪飾）找回茅山術祕帖。在線人提供的情報下，包循線找到了賊黨之一豆腐店的張五（王圻生飾），更從張五處得知了其餘賊黨下落。
在追緝賊黨途中，包自賊黨之一的劉逢（張復健飾）口中始得知原來整起事件皆為豫王爺所佈之陰謀，得到丐幫喬幫主和張五之女（林伊娃飾）的幫助下，終於打敗豫王爺，將邪惡的茅山術祕帖毀滅。

## 人物角色
| 角色名稱 | 演員   | 備註       |
| -------- | ------ | ---------- |
| 喬幫主   | 梁家仁 | 丐幫幫主   |
| 豫王爺   | 黃正利 |            |
| 包正義   | 白彪   |            |
|          | 林伊娃 | 張五之女   |
| 劉逢     | 張復健 | 賊黨之一   |
| 金彪     | 薛漢   | 包正義手下 |
| 小冬     | 周紹棟 | 包正義手下 |
| 范魁     | 徐忠信 | 豫王爺手下 |
| 張五     | 王圻生 | 賊黨之一   |
| 胡巴吐   | 朱克榮 | 賊黨之一   |
| 陸金堡   | 王德生 | 賊黨之一   |
|          | 陳軍堡 |            |
|          | 白怡昕 |            |
|          | 李靖疆 |            |

## 外部連結
- 香港影庫上《茅山道人》的資料（繁體中文）
- 时光网上《茅山道人》的資料（简体中文）
- 豆瓣电影上《茅山道人》的資料 （简体中文）
- 爛番茄上《茅山道人》的資料（英文）
- 爛番茄上《茅山道人》的資料（英文）
- AllMovie上《茅山道人》的资料（英文）
- 互联网电影数据库（IMDb）上《茅山道人》的资料（英文）